# Ladmovce
Ladmovce, ungarisch Ladmóc oder auch Ladamóc ist eine Gemeinde im Osten der Slowakei mit 305 Einwohnern (Stand 31. Dezember 2024), die zum Okres Trebišov, einem Kreis des Košický kraj, gehört. Sie ist Teil der traditionellen Landschaft Zemplín.

## Geographie
Die Gemeinde befindet sich im Südteil des Ostslowakischen Tieflands am südöstlichen Hang des Kleingebirges Zemplínske vrchy, am rechten Ufer des Bodrog und unweit der Staatsgrenze zu Ungarn. Das Ortszentrum liegt auf einer Höhe von 125 m n.m. und ist 25 Kilometer von Kráľovský Chlmec sowie 31 Kilometer von Trebišov entfernt.
Nachbargemeinden sind Zemplín im Norden und Nordosten, Somotor im Osten und Südosten, Streda nad Bodrogom im Süden, Viničky im Südwesten und Westen und Cejkov im Nordwesten.

## Geschichte

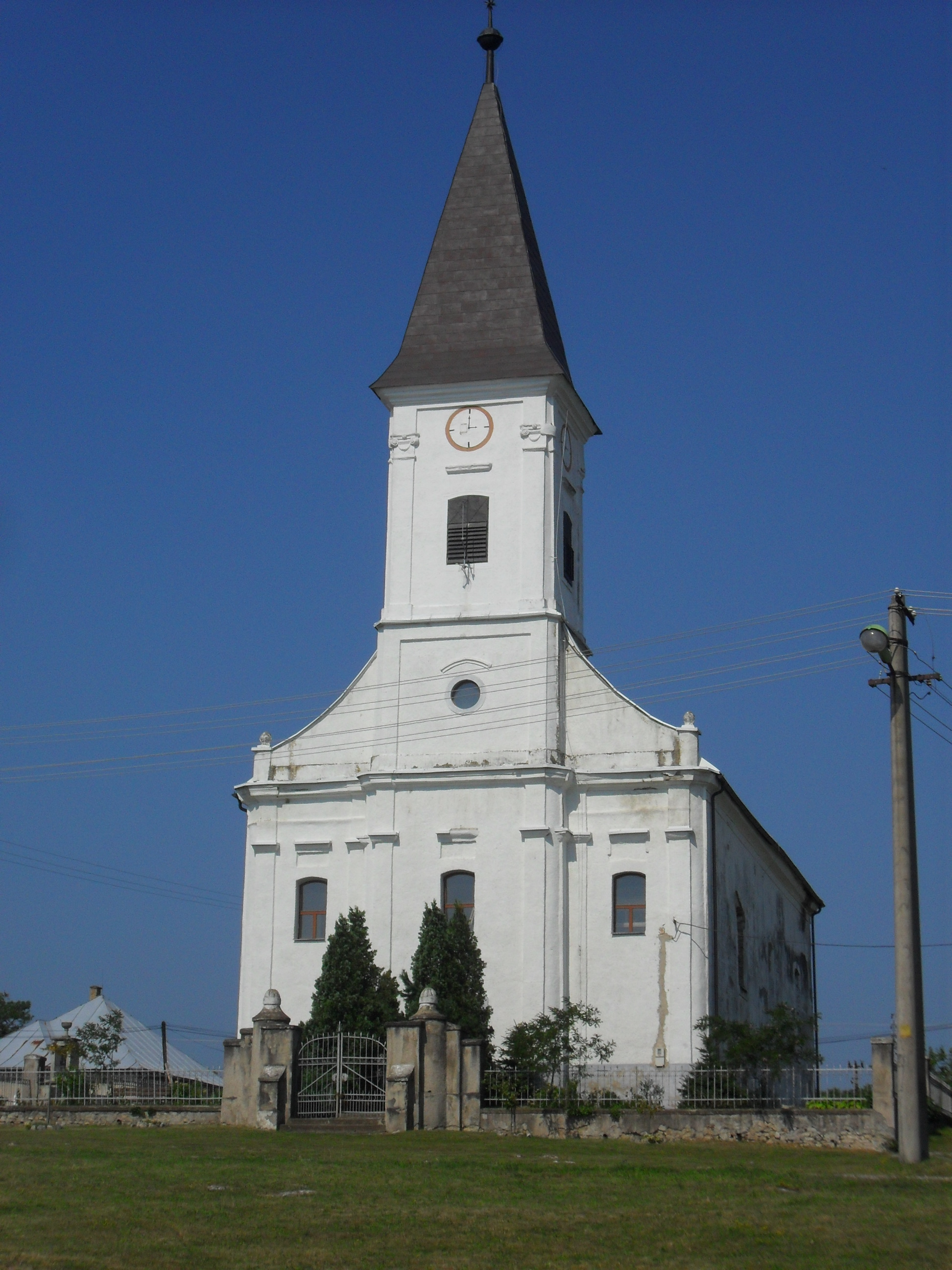
Reformierte Kirche in Ladmovce

Ladmovce wurde zum ersten Mal 1298 in einer Urkunde des Erlauer Kapitels als Ladamach schriftlich erwähnt, weitere historische Bezeichnungen sind unter anderen Ladamouck (1321), Laczkowcze (1773) und Lackowce (1808). Das Dorf war Besitz des niederen Adels und wechselte häufig die Besitzer. Im 18. Jahrhundert war es Besitz der Familie Almássy, im 19. Jahrhundert der Familie Vay. 1715 gab es sieben verlassene und sieben bewohnte Haushalte. 1787 hatte die Ortschaft 75 Häuser und 464 Einwohner, 1828 zählte man 71 Häuser und 527 Einwohner, die als Kalkbrenner, Landwirte und Winzer tätig waren sowie Schilf verarbeiteten. Von 1900 bis 1910 wanderten viele Einwohner aus.
Bis 1918/1919 gehörte der im Komitat Semplin liegende Ort zum Königreich Ungarn und kam danach zur Tschechoslowakei beziehungsweise heute Slowakei. Auf Grund des Ersten Wiener Schiedsspruchs war er 1938–1944 noch einmal Teil Ungarns.

## Bevölkerung
| Jahr                | 1994 | 2004    | 2014    | 2024    |
| ------------------- | ---- | ------- | ------- | ------- |
| Anzahl der Personen | 389  | 356     | 325     | 305     |
| Unterschied         |      | −8,48 % | −8,70 % | −6,15 % |

| Jahr                | 2023 | 2024    |
| ------------------- | ---- | ------- |
| Anzahl der Personen | 306  | 305     |
| Unterschied         |      | −0,32 % |

Nach der Volkszählung 2011 wohnten in Ladmovce 337 Einwohner, davon 297 Magyaren, 36 Slowaken sowie jeweils ein Tscheche und Ukrainer. Ein Einwohner gab eine andere Ethnie an und ein Einwohner machte keine Angabe zur Ethnie.
238 Einwohner bekannten sich zur reformierten Kirche, 59 Einwohner zur römisch-katholischen Kirche, 12 Einwohner zur griechisch-katholischen Kirche, 10 Einwohner zu den Zeugen Jehovas und ein Einwohner zur evangelisch-methodistischen Kirche. 12 Einwohner waren konfessionslos und bei fünf Einwohnern wurde die Konfession nicht ermittelt.

## Bauwerke und Denkmäler
- reformierte (calvinistische) Kirche im klassizistischen Stil aus den Jahren 1826–35[6]

## Verkehr
Durch Ladmovce führt die Cesta III. triedy 3685 („Straße 3. Ordnung“) von Viničky (Anschluss an die Cesta I. triedy 79 („Straße 1. Ordnung“)) nach Zemplín. Die nächsten Bahnanschlüsse sind in Borša und Streda nad Bodrogom an der Bahnstrecke Čierna nad Tisou–Košice.